# A la pesca de los 45 millones
A la pesca de los 45 millones es una película de los comienzos del cine español, del año 1916, dirigida por Domènec Ceret y Juan Solá Mestres. Como dato anecdótico está el hecho de que los actores y actrices no podían figurar con sus nombres personales, de forma que aún hoy en día el reparto (ver ficha IMDb) aparece duplicado, como Lolita Arellano y Señorita Arellano, Josep Font y Señor Font. Está rodada en B/N.